# Walter Chełstowski
Walter Chełstowski (ur. 13 października 1951 w Warszawie) – polski reżyser i producent programów i widowisk telewizyjnych. Członek Akademii Fonograficznej ZPAV.

## Życiorys
Jest synem Stanisława i Jolanty Chełstowskich, którzy pracowali w tygodniku społeczno-politycznym „Po prostu”. W późniejszych latach jego matka była autorką książek i redaktorką naczelną pism o tematyce harcerskiej (m.in.: Księga zabaw: na podwórku i gdzie indziej, Najtrudniejszy pierwszy krok), a ojciec (zm. 10 sierpnia 2009) przez wiele lat kierował redakcją „Życia Gospodarczego”.
Jest absolwentem Politechniki Warszawskiej (Wydział Mechaniki Precyzyjnej, specjalność – technologia sprzętu elektronicznego) oraz Uniwersytetu Warszawskiego (Wydział Dziennikarstwa). W młodości należał do Zrzeszenia Studentów Polskich i Socjalistycznego Związku Studentów Polskich.
Jako nastolatek pisał artykuły do prasy harcerskiej. Po ukończeniu studiów trafił do redakcji Studia 2, w którym był m.in. stażystą, asystentem reżysera i realizatora oraz reżyserem (realizował m.in. koncerty Anny Jantar i Ireny Jarockiej). Po 13 grudnia 1981 odszedł z TVP, następnie pracował jako wodzirej i tokarz.
W 1982 był twórcą i organizatorem Festiwalu w Jarocinie, w tym czasie został menedżerem m.in. Pawła Kukiza oraz zespołów Aya RL, Tilt i Voo Voo. W 1988 zaprzyjaźnił się z Jerzym Owsiakiem, z którym po powrocie do TVP w 1989 założył firmę producencką Ćwierć mrówki, która produkowała program Róbta, co chceta (Chełstowski był jego reżyserem). Wspólnie założyli Fundację „Wielka Orkiestra Świątecznej Pomocy” i zorganizowali festiwal Przystanek Woodstock.
W 1994 trafił do Grupy ITI, w której w latach 1997–1998 był członkiem rady nadzorczej TVN. Założył też firmę producencką Kompania Telewizyjna ITC, która produkowała programy telewizyjne, takie jak 30 ton – lista, lista przebojów, Polaków Portret Własny (który Chełstowski prowadził), Tok Szok czy Gotuj z Kuroniem oraz przygotowywała na potrzeby stacji telewizyjnych oprawy graficzne (animacje i grafiki) oraz spoty reklamowe.
W latach 1998–2000, za czasów prezesury Roberta Kwiatkowskiego był członkiem zarządu TVP, rekomendowanym przez Unię Wolności.
Był założycielem portalu CGM.PL – Codzienna Gazeta Muzyczna. Został felietonistą portalu studioopinii.pl.
W 2015 został jednym z założycieli Komitetu Obrony Demokracji.

## Filmografia
- Dżem (1994, film dokumentalny, reżyseria: Petro Aleksowski)
- Dzieci Jarocina (2000, film dokumentalny, reżyseria: Petro Aleksowski)
- Historia polskiego rocka (2008, film dokumentalny, reżyseria: Leszek Gnoiński, Wojciech Słota)
- Jarocin – Historia rockiem pisana, czyli 30 lat Festiwalu (2010, film dokumentalny, reżyseria: Dorota Tuńska)
- Jarocin. Po co wolność (2016, film dokumentalny, reżyseria: Leszek Gnoiński, Marek Gajczak)[8]